# Castillo de Kameyama (Mie)
El castillo de Kameyama (亀山城 Kameyama-jō?) fue un castillo japonés ubicado en Kameyama, al norte de la Prefectura de Mie, en Japón. Al final del periodo Edo, el castillo de Kameyama era la sede del clan Ishikawa, daimios del Dominio de Ise-Kameyama. El castillo era también conocido como Kochō-jō (粉蝶城?)

## Historia

### Construcción
El castillo de Kameyama original fue construido por Seki Sanetada en 1265 al oeste del actual castillo, y era una de las cinco fortificaciones que protegían los territorios del clan en el norte de la Provincia de Ise. Fue atacado frecuentemente por el clan Oda, al norte, y fue tomado cuando Oda Nobunaga extendió su autoridad a la Provincia de Ise. Cuando Seki Kazumasa fue reubicado a Shirakawa en 1590, se le dio el control del castillo a Okamoto Munenori, un vasallo de Toyotomi Hideyoshi. Okamoto reorientó el castillo hacia el sureste y reconstruyó todas las estructuras principales,que incluirían una torre del homenaje, una ciudadela interior, un segundo círculo (ninomaru) y un tercer círculo (sannomaru) 

### Periodo Edo
Durante el shogunato Tokugawa el castillo de Kameyama se convirtió en el centro del Dominio de Ise-Kameyama y residencia del gobernador del mismo. La ciudad amurallada prosperó como shukuba (lugar de descanso para viajeros) de la ruta de Tōkaidō, que comunicaba Edo con Kioto, mientras que el castillo sirvió para dar alojamiento al shogunato. Tokugawa Ieyasu lo usó con frecuencia en sus viajes a la capital, y Hidetada y Iemitsu también lo emplearon como lugar de reposo y alojamiento.
En 1632, durante el gobierno del clan Miyake, el tenshu (torre del homenaje) fue derribado por error por Horio Torizane, quien había interpretado erróneamente las órdenes del shogunato de reconstruir el torreón del castillo de Kameyama sito en la Provincia de Tanba. A pesar del error, el shogunato se opuso a dar permiso para reconstruirlo. De 1644 a 1648, Honda Toshitsugu obtuvo permiso para construir un yagura en la base de la antigua torre del homenaje. Recibió el nombre de “Tamon-yagura”, y es una de las pocas estructuras supervivientes del castillo, la cual fue declarado un sitio histórico por el gobierno de la prefectura en 1953. En 1873, durante la restauración Meiji la mayor parte del castillo fue demolido.

### El castillo hoy
Tras la demolición ordenada por el gobierno Meiji en 1873 y, con la excepción de la "Tamon-yagura" sólo sobrevivieron las murallas, de 15 metros de alto, parte del foso y un terraplén de tierra. En los terrenos ocupados por el castillo se encuentran hoy un templo budista moderno (el Ōmoto-ji) y el Museo Histórico de la Ciudad de Kameyama.